# Otto Wolken
Otto Wolken (Vienna, 27 aprile 1903 – Vienna, 1º febbraio 1975) è stato un medico austriaco, di origine ebraica, membro del partito socialista austriaco. Trascorse sette anni nei campi di concentramento nazisti, lavorando dal 1943 ad Auschwitz-Birkenau come medico fino alla liberazione del campo il 27 gennaio 1945. Dopo la guerra fu uno dei principali testimoni di accusa nei processi contro i criminali nazisti.

## Biografia
Otto Wolken, figlio di immigrati ebrei da Leopoli, nasce a Vienna, dove studia medicina presso l'Università di Vienna e riceve il dottorato nel febbraio 1931. Dal 1933 lavora presso l'Ospedale di Sankt Pölten e come medico a Traisen. Ebreo e attivo politicamente come membro del partito socialista austriaco, è arrestato già una settimana dopo l'annessione dell'Austria alla Germania nel 1938. Trascorrerà sette anni nei campi di concentramento nazisti.

### Medico a Auschwitz-Birkenau
Dopo essere stato in diversi centri di detenzione ed aver trascorso due anni nel campo di concentramento di Zweibrücken, Wolken giunge il 9 luglio 1943 nel campo di concentramento di Auschwitz. Solo per caso, e per la sua professione medica, sfugge alla selezione iniziale e alla camera a gas. Immatricolato con il numero 128.828 viene impiegato come medico prigioniero nell'ambulatorio del campo di quarantena maschile di Auschwitz-Birkenau, dove passano tutti i nuovi arrivati al campo che non siano stati mandati direttamente alle camere a gas. La sua esperienza di "politico" lo mette in contatto con la rete di resistenza presente nel campo. Dal novembre 1943, riesce a redigere di nascosto una "Cronaca del campo di quarantena Birkenau", con un elenco minuzioso giorno dopo giorno dei morti, che grande importanza avrà nei processi del dopoguerra. Nonostante lo status precario e le difficili condizioni di vita e di lavoro, si prodiga per quanto possibile per alleviare le condizioni degli altri prigionieri. Fra l'altro, si rende personalmente responsabile anche della salvezza di un ragazzino italiano, Luigi Ferri che egli "adotta" e tiene con sé al campo come figlio, avendolo salvato nell'estate del 1944 dalla camera a gas e riuscendo quindi con successo a proteggerlo fino alla liberazione.
Nel novembre 1944 Wolken viene trasferito nella baracca 12 dell'ospedale di Birkenau, dove rimane fino alla Liberazione nel gennaio 1945, sfuggendo miracolosamente alle deportazioni forzate e agli ultimi rastrellamenti delle SS. In quei drammatici giorni si adopera come uno dei pochi medici rimasti al campo ad assistere i numerosissimi malati lasciati a morire nel campo, fornendo loro aiuto medico e organizzando il cibo al fine di salvare il maggior numero possibile di vite umane. Anche dopo la liberazione collabora attivamente con le autorità russe rimanendo a lavorare come medico nell'ospedale di Birkenau e dal 14 febbraio 1945 (dopo l'evacuazione definitiva del campo di Birkenau) in quello allestito ad Auschwitz I.

### Testimone dello sterminio
Già nell'aprile-giugno 1945 Wolken collabora a Cracovia come un testimone chiave nella prima commissione internazionale di inchiesta sulle atrocità del campo, la Commissione di Inchiesta sui Crimini tedeschi in Polonia. La sua funzione di medico gli aveva consentito di avere una conoscenza diretta e comprensiva del funzionamento generale del campo, delle regole che governavano l'arrivo dei trasporti, le camere a gas, le selezioni, il lavoro coatto, i trasferimenti forzati, lo "smaltimento" dei cadaveri, e ogni altro aspetto della macchina di sterminio "industriale" di Auschwitz-Birkenau.
Nel luglio 1945 Wolken rientra a Vienna. Nella sua città natale, riannoda immediatamente i suoi contatti politici e professionali. È nel partito socialdemocratico membro della "Lega dei combattenti per la libertà socialista e le vittime del fascismo" e funzionario della rinata Comunità ebraica (IKG) in Austria
Come medico-primario all'Ospedale Rothschild di Vienna, continua la sua azione a favore dei rifugiati dai campi di concentramento. Lavora come volontario al servizio dell'International Committee for Former Concentration Camp Inmates and Refugees e nel settembre 1945 è nominato capo dell'Health Department of the Committee. Forte della sua esperienza ad Auschwitz, Wolken predispone un piano specifico per il trattamento e la convalescenza dei reduci dei campi di concentramento, che numerosi giungono a Vienna.
Nel 1964 Wolken è il primo dei 357 testimoni ad essere ascoltati al processo di Francoforte contro i responsabili del campo di sterminio di Auschwitz, rilasciando una lunga e dettagliata testimonianza, basata sulle sue cronache.
Nel 1967 Wolken è di nuovo ad Auschwitz tra gli ospiti d'onore delle autorità polacche in occasione dell'inaugurazione del monumento commemorativo delle vittime.

### Morte
Wolken muore nel 1975 a Vienna.